# محمدجعفر کبودرآهنگی
محمدجعفر کبودرآهنگی قره‌گوزلو ملقب به مجذوب علیشاه همدانی (زاده ۱۱۷۵ قمری، متوفّا در ۱۲۳۸ قمری)، فرزند حاج صفرخان از طایفه قره‌گوزلو از علما و عرفای شیعه است. کبودرآهنگی تا هجده سالگی در همدان علوم ادبی و منطق را فرا گرفت و سپس به مدت پنج سال جهت کسب علم به اصفهان هجرت نمود، سپس به کاشان رفت و در پایان دهه دوم عمر خود از آن سامان به قم مهاجرت کرد.

## زندگی‌نامه
بنا بر شرح مختصری که از زندگی محمّدجعفر کبودرآهنگی ملقّب به مجذوب‌علیشاه در کتاب رهبران طریقت و عرفان نگارش محمّدباقر سلطانی آمده‌است:

«نامش محمّدجعفر و از ایل قراگوزلو از طایفه ازبک لو می‌باشد. پدر بر پدر، بزرگ ایل و قبیلهٔ خود را سرخیل بوده‌اند و بعضی از آنان به وزارت فارس و سرداری کرمان نایل آمده بودند. جدّش حاج عبدالله خان در زمان کریم خان زند دارای جاه و جلال و حکومت همدان و نواحی آن را عهده‌دار و با سِمَت حکومت، متّقی و پرهیزکار و عادل و خوش‌رفتار بوده‌است. پدر محمّدجعفر کبودرآهنگی، حاج صفرخان، با وجود مهیّابودن تمام وسایل جاه و جلال و آمادگی همهٔ ممکنات برای به‌دست‌گرفتن حکومت و اقتدار، از امور دنیوی اِعراض و کناره‌گیری نموده، با داشتن همه‌قسم وسعت مالی به اقلّ مایقنع از مأکول و ملبوس اقتصار کرده، شب و روز به طاعت پروردگار مشغول بوده، و اکثر سال‌ها به زیارت ائمه هدی (ع) به عتبات عالیات مشرّف می‌شده تا در سفر آخر در  کربلای معلّی به درگذشته است. محمّدجعفر کبودرآهنگی در هنگام صباوت به تحصیل علوم مشغول و تا ۱۷سالگی در همدان، علوم صرف و نحو و منطق و ادبیات را تحصیل کرده و سپس به اصفهان عزیمت نموده و پنج سال در آنجا نزد علمای وقت به تکمیل علوم مختلفه اشتغال داشته‌است. پس به کاشان رفته، چهار سال در خدمت مولانا مهدی نراقی کسب حکمت الهی و علم فقه و اصول نمود و با اشتغال و سرگرمی به تحصیل علوم ظاهری و مراقبت در مراتب زهد و تقوی، طریق تحقیق و تدقیق در راه دین را نیز از نظر دور نداشته‌است. با اینکه در رَیَعان جوانی بوده دل به جهان و زخارف آن خوش نکرده و دنیا را در نظر همّت وی محبّتی و قدر و اعتباری نبوده، همواره در پی یافتن حقیقت و یافتن مقصود حقیقی بوده‌است؛ از این رو به حضور جمعی از زهّاد و علماء و حکماء عصر از قبیل میرزا محمدعلی میرزا نصر و مولانا محراب گیلانی و میرزا ابوالقاسم مدرس اصفهانی و شیخ جعفر نجفی و شیخ احمد احسایی و غیرهم رسیده، از هر بوستانی گلی چید، ولی جمال مقصود نهائی را در صحبت آن‌ها ندید. عاقبت آتش شوق در طلب مقصود تیزتر شده و دست طلب گریبانش را گرفته و به طرف عرفا و فقرا کشانیده‌است و وی را با جمعی از این طایفه اتّفاق ملاقات و مصاحبت دست داد. تا این که در اصفهان به خدمت حسینعلی شاه مشرّف گردید و جمال مقصود را در جبّهٔ وی مشاهده نمود. دست ارادت به وی داد، توبه و تلقین یافت و به یُمن تربیت وی در مدّتی کوتاه به مرتبهٔ عالی از سلوک نایل آمد. سپس به خدمت سید معصومعلی شاه و نورعلیشاه رسید و در سال ۱۲۰۷ قمری از طرف نورعلیشاه اجازهٔ دستگیری و ارشاد یافت و به راهنمائی عباد مشغول شد. تا این که در سال ۱۲۳۴ حسینعلی شاه در کربلای معلّی وی را به جانشینی خویش تعیین و امور فقرا را به وی محوّل نمود. وی پس از حسینعلی شاه به وطن مراجعت و به ترویج آداب شریعت و طریقت و نشر علوم ظاهری و باطنی مشغول گردید. با این که علماء معاصر وی به مراتب اجتهاد او معترف بودند و به کرّات تقاضا می‌نمودند که در امور شرعی فتوا صادر کند و به صدور احکام شرعی مبادرت ورزد، وی به هیچ وجه قبول ننمود و حتّی به امامت جماعت یا تولیت موقوفات و امثال آن‌ها هیچ‌گاه مبادرت نکرد، با این حال، بنابر شیوهٔ همیشگی اهل دنیا، به سعایت حسودان و منکران فقر و عرفان، جمعی از عالم‌نمایان عصر، فتوی به الحاد و کفر وی نوشتند و حکّام را نیز در این باب با خود یار و یاور ساختند و شروع به آزار و اذیت وی نمودند. تا بالاخره ناچار به طرف تبریز مسافرت نمود و در تبریز در سال ۱۲۳۹ موقع نماز و هنگام سجود، روحش به آشیان قدس پرواز نمود. جانشین و خلیفهٔ وی  مستعلی شاه است. مدت قطبیّت وی پنج سال بوده‌است.

وی دارای مصنّفات متعدّدی است؛ از جمله رسالهٔ مراحل السالکین مشتمل بر ۲۴ فصل در آداب سلوک، دیگر مرآت الحق به زبان فارسی مشتمل بر ۱۵ فصل، دیگر شرحی بر دعای اَللّهم نَوِّر ظاهرِی بطاعتِک و دیگر شرحی بر زیارت جامعه.
مأذونین طریقتی وی:
1. زین الممالک احمد ملقّب به نظامعلی شاه کرمانی؛
2. شیخ الاسلام میرزا مسلم ارومیه‌ای ملقّب به نصرت علی؛
3. سید حسین زاجکانی قزوینی.[۲][نیازمند منبع]

## اساتید
- میرزا ابوالقاسم قمی، در فقه و اصول (مشهور به میرزای قمی صاحب قوانین الاصول)
- ملا مهدی نراقی، در عرفان نظری و اخلاق و علوم عقلی

## آثار
- حاشیه شرح لمعه دمشقیه
- رس‍ائ‍ل م‍ج‍ذوب‍ی‍ه (م‍ج‍م‍وع‍ه ه‍ف‍ت رس‍ال‍ه ع‍رف‍ان‍ی)[۳]
- مرآت الحق